# Certaldo
Certaldo is een gemeente in de Italiaanse provincie Florence (regio Toscane) en telt 16.042 inwoners (31-12-2004). De oppervlakte bedraagt 75,2 km², de bevolkingsdichtheid is 213 inwoners per km².
De volgende frazioni maken deel uit van de gemeente: Fiano, Sciano, Bagnano, Marcialla (in parte).

## Demografie
Certaldo telt ongeveer 6353 huishoudens. Het aantal inwoners daalde in de periode 1991-2001 met 1,7% volgens cijfers uit de tienjaarlijkse volkstellingen van ISTAT.
| Jaar | Inwoneraantal |
| ---- | ------------- |
| 1991 | 15.942        |
| 2001 | 15.670        |

## Geografie
De gemeente ligt op ongeveer 67 m boven zeeniveau.
Certaldo grenst aan de volgende gemeenten: Barberino Val d'Elsa, Castelfiorentino, Gambassi Terme, Montespertoli, Poggibonsi (SI), San Gimignano (SI), Tavarnelle Val di Pesa.

## Geboren in Certaldo
- Giovanni Boccaccio (1313-1375), dichter, schrijver en humanist
- Luciano Spalletti (1959-), voetbaltrainer